# Tianna Bartoletta
Tianna Bartoletta (* 30. August 1985 als Tianna Madison in Elyria, Ohio) ist eine US-amerikanische Leichtathletin. Sie war zunächst auf den Weitsprung spezialisiert und startete später auch im Sprint.
Bartolettas erster großer Erfolg war der Gewinn der Weitsprunggoldmedaille bei den Weltmeisterschaften 2005 mit persönlichem Rekord von 6,89 m. 2006 wurde sie zunächst Zweite im Weitsprung bei den Hallenweltmeisterschaften in Moskau (6,80 m), später rückte sie nach der Dopingdisqualifikation von Tatjana Kotowa auf den ersten Platz vor.
2012 erzielte sie bei den Olympischen Spielen ihre persönliche Bestzeit im 100-Meter-Lauf und verpasste damit nur knapp die Bronzemedaille. Mit der Staffel holte sie jedoch Gold und lief mit ihr Weltrekord.
Zu Beginn des Winters 2012/13 war sie Anschieberin im Zweierbob von Elana Meyers.
2015 wurde sie zehn Jahre nach ihrem ersten Titel mit einer Weite von 7,14 m in Peking erneut Weltmeisterin im Weitsprung.
Auch bei den Olympischen Spielen 2016 in Rio de Janeiro gewann Bartoletta mit einer Weite von 7,17 m die Goldmedaille. Anschließend gewann sie erneut Gold mit der US-amerikanischen 4-mal-100-Meter-Staffel.
Tianna Bartoletta ist 1,68 m groß und wiegt 61 kg.